# 塞勒河 (索姆河支流)
塞勒河（法語：Selle，亦作，法語發音：[sɛl] ⓘ）是法国上法兰西大区瓦兹省与索姆省的河流，是索姆河的左支流，长39千米。